# خرغي (شميل)
خرغي (بالفارسية: خرگی) هي قرية تقع في إيران في قسم شمیل الريفي. يقدر عدد سكانها بـ 383 نسمة بحسب إحصاء 2016.